# Zords in Power Rangers: Dino Thunder
De Zords in Power Rangers: Dino Thunder waren allemaal op dinosauriërs gebaseerde cyborgs gemaakt door Tommy Oliver en Anton Mercer gedurende hun samenwerking.

## Biozords/Dinozords
Niet te verwarren met de gelijknamige zords uit Mighty Morphin Power Rangers. De Dinozords, ook bekend als Biozords, waren gemaakt door Anton Mercer en Tommy Oliver samen met de rest van hun dinosaurusprojecten. In het begin werden ze bestuurd door Mesogog, maar de Rangers wisten de Zords aan hun kant te krijgen.
De meeste Dinozords werden aan het eind van de serie vernietigd. Wat er met de anderen is gebeurd is niet bekend.
Om verwarring met de Dino Zords uit Mighty Morphin Power Rangers te voorkomen worden de Dinozords uit Dino Thunder door fans ook wel Dino Thunderzords genoemd. De Dinozords zijn als volgt:

### Primaire Zords
| Naam          | Dinosaurus    | Informatie |
| ------------- | ------------- | --- |
| Tyrannozord   | Tyrannosaurus | Connor's Dino Zord. Vormt de benen, torso, hoofd en linkerarm van de Thundersaurus Megazord. |
| Tricerazord   | Triceratops   | Ethan’s Dino Zord. Vormt de rechterarm van de Thundersaurus Megazord. |
| Pterazord     | Pteranodon    | Kira’s Dino Zord. Vormt de helm en torso pantser van de Thundersaurus Megazord. |
| Bracchiozord  | Brachiosaurus | Tommy’s Dino Zord. De Brachiozord is groter dan de andere Dino Zords en dient als transporter voor de Dino Zords. |
| Dragozord     | Tupuxuara     | Trent’s Dino Zord. Vormt de armen, hoofd en wapens van de Dino Stegazord. |
| Mezodon Rover | Styracosaurus | Wanneer Conner zijn powerup tot Triassic Ranger krijgt kan hij de Styracozord oproepen. De Styracosaurus trekt de Triassic Megarover, een soort strijdwagen, voort waarmee hij kan combineren tot de Mezodon Megazord. |

### Auxiliary Zords
| Naam         | Dinosaurus         | Informatie |
| ------------ | ------------------ | --- |
| Stegozord    | Stegosaurus        | Kan dienstdoen als surfboard voor de Thundersaurus Megazord of de benen en torso van de Dino Stegazord vormen.                           |
| Cephalazord  | Pachycephalosaurus | Kan een alternatieve rechterarm voor de Thundersaurus Megazord of de Dino Stegazord worden, of combineren met de Mezodon Megazord.       |
| Dimetrozord  | Dimetrodon         | Kan een alternatieve linkerarm vormen voor de Thundersaurus Megazord of de Dino Stegazord worden, of combineren met de Mezodon Megazord. |
| Parasaurzord | Parasaurolophus    | Kan een alternatieve linkerarm voor de Thundersaurus Megazord worden, of combineren met de Mezodon Megazord.                             |
| Ankylozord   | Ankylosaurus       | Kan een alternatieve rechterarm vormen voor de Thundersaurus Megazord worden, of combineren met de Mezodon Megazord.                     |

### Blizzard Zords
| Naam          | Dinosaurus   | Informatie |
| ------------- | ------------ | --- |
| Carnotaurzord | Carnotaurus  | Een slechte Dino Zord gebruikt door Mesogog. Vormt hooft, torso, benen en rechterarm van de Blizzard megazord.  |
| Chasmozord    | Chasmosaurus | Een slechte Dino Zord gebruikt door Mesogog. Vormt de linkerarm en het blizzard shield van de Blizzard Megzord. |

## Thundersaurus Megazord
De primaire Megazord uit Dino Thunder. De Thundersaurus Megazord wordt in zijn primaire vorm gevormd door de Tyranno, Ptera, en Tricerazord. Echter, net als in Power Rangers: Wild Force kunnen de zords onderling wisselen om de Megazords verschillende Modes te geven.
De Thundersaurus Megazord heeft een groot aantal aanvallen. Allereerst een vuistslag die Ethan de Tricera Fist noemde, en een aanval waarbij de Megazord de Pterazord als boomerang gebruikt. De Megazord kon een vuuraanval afschieten uit de bek van de Tyrannozord genaamd de Fire Breath. Het belangrijkste wapen van de Megazord was echter de Tyranno Drill/Dino Drill waarin de Tyrannozord's staart een enorme boor vormde. De staart kon ook loskoppelen van de Megazord en als een speer worden geworpen.
De Thundersaurus Megazord heeft verschillende modes, waaronder:
- Thundersaurus Incomplete: indien nodig kan de Thundersaurus Megazord ook zonder de Pterazord worden gevormd. Deze vorm is vanzelfsprekend minder sterk dan met de Pterazord.
- Cephala Power Punch: Formatie waarbij de Cephalazord de plaats van de Tricerazord inneemt.
- Dimetro Saw Blade: formatie waarbij Dimetrozord de plaats van de Dino boor inneemt.
- Stega Surfboard: formatie waarbij de Stegazord dienstdoet als surfboard voor de Thundersaurus Megazord.
- Parasaur Final Cut: formatie waarbij de Parasaurzord de plaats van de Dino boor inneemt.
- Ankylo Double Drill: formatie waarbij de Ankylozord de plaats van de Tricerazord inneemt.
- Parasaur Final Cut/Ankylo Drill: combinatie met zowel de Parasaurzord als de Ankylozord.

## Dino Stegazord
De Dino Stegazord is de persoonlijke Megazord van de Witte Dino Ranger, gevormd uit de Dragozord en de Stegozord. De Dino Stegazord kon ook worden gebruikt door de kwaadaardige kloon van de Witte Ranger, waardoor de twee geregeld vochten om de controle over de zords. Ook Tommy bestuurde de Dino Stegazord een keer in de aflevering "Strange Relations".
De Dino Stegazord had verschillende aanvallen, waaronder de Dino Stegazord Stinger/Drago Stinger waarbij hij zijn staf naar zijn vijand gooide. Een andere was de Stega Laser waarbij hij een krachtige blauwe straal afvuurde uit zijn ogen. Ten slotte beschikte hij over de Tail Attack waarbij de Megazord de Stegazord’s staart als wapen gebruikte.
Het is niet bekend wat er uiteindelijk van de Dino Stegazord geworden is aangezien hij niet te zien was gedurende de laatste aflevering. Tommy zij echter dat om de ZelZord te verslaan alle Dinozords opgeofferd moesten worden, dus aangenomen kan worden dat de Dino Stegazord vernietigd is.
In de serie komt slechts 1 andere formatie van de Dino Stegazord voor. De Cephala Power Punch/Dimetro Saw Blade mode, waarin de Dino Stegazord combineert met de Cephalazord en de Dimetrozord.

## Mezodon Rover/Mezodon Megazord
De persoonlijke Megazord van de Triassic Ranger. De Mezodon heeft twee vormen. De eerste is een enorme strijdwagen voortgetrokken door de "Styracozord". De ander is de Mezodon Megazord.
In de strijdwagen vorm kunnen de Mezodon Rover’s wielen ontbranden en gebruikt worden om de vijand te rammen. In Megazord vorm twee bijlen als wapens met een aanval genaamd de Hatchet Attack. De Mezodon Megazord kan ook de boren op zijn schouders gebruiken voor een aanval genaamd de Wheel Spin. Naast Connor hebben ook Tommy (in 'A Test of Trust') en Ethan (in 'Thunderstruck') de Mezodon Megazord bestuurd.

## Triceramax Megazord
De Mezodon Megazord kan combineren met de Cephalo, Parasaur, Dimetro, en Ankylozords om de sterkere Triceramax Megazord te vormen. Het primaire wapen van deze megazord is een enorme dubbelzijdige bijl/lans die een wervelwind kan creëren. Zijn aanvallen zijn Turbo Fire waarin hij een vuurbal afvuurt vanuit de Cephalozord, en de Tricera Lance die een golf van vuur opwekt.

## Valkasaurus Megazord
De ultieme combinatie van de Dinozords. De Valkasaurus Megazord ontstaat door de Thundersaurus Megazord, Dino Stegazord en verschillende onderdelen van de Mezodon Megazord te combineren. Met behulp van de Stegazord kan de Valkasaurus Megazord langs de nek van de Brachiozord glijden voor zijn aanval. Dit werd maar 1 keer gebruikt.

### InBakuryuu Sentai Abaranger
Volgens de Super Sentai continuïteit kan de Valkarsurus Megazord ook vormen zonder de Mezodon Megazord. Deze combinatie werd niet gebruikt in Power Rangers.

### Speelgoed
De speelgoedversie van de Valkasaurus Megazord werd de "Dino Rage Megazord" genoemd, en bevat niet de Mezodon onderdelen.

## Blizzard Force Megazord
De combinatie van de Carnotaurzord en Chasmozord. De Blizzard Megazord (in de serie Replicantzord genoemd) is een ijzige kwaadaardige versie van de Thundersaurus Megazord. De Blizzard Megazord kreeg in Power Rangers slechts 10 seconden schermtijd waarin hij werd vernietigd. In de Japanse tegenhanger Bakuryuu Sentai Abaranger speelde deze Megazord een grote rol in de Abaranger Film.